# جسی آرمسترانگ
جسی آرمسترانگ انگلیسی: Jesse Armstrong؛ زادهٔ ۱۹۷۲ (۵۲–۵۳ سال) روزنامه‌نگار، و فیلم‌نامه‌نویس اهل بریتانیا است. وی از سال ۲۰۰۰ میلادی تاکنون مشغول فعالیت بوده‌است.

## زندگی‌نامه
او در اوسوستری در انگلستان متولد شد و قبل از مطالعه مطالعات آمریکایی در دانشگاه منچستر، در یک مدرسه جامع حضور یافت. پیش از شروع به نوشتن کمدی در اواخر دهه ۱۹۹۰، آرمسترانگ به عنوان یک پژوهشگر برای حزب کارگر (بریتانیا) نماینده پارلمان  داگ هندرسون کار کرد.